# Sherlock Holmes äventyr

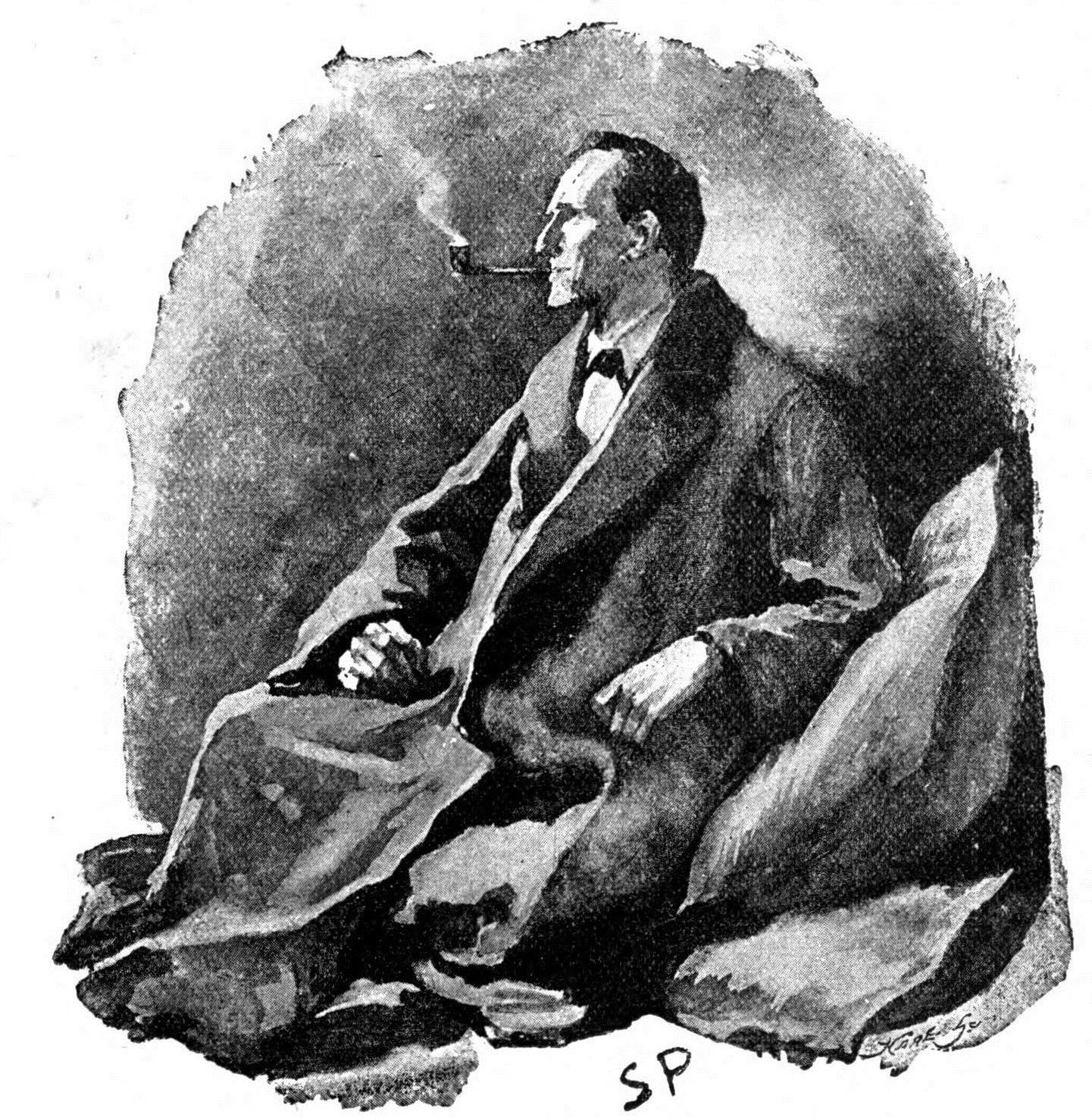
Sherlock Holmes, illustration av Sidney Paget, ur novellen Mannen med den kluvna läppen

För den brittiska TV-serien 1984-1994, se Sherlock Holmes (TV-serie).
Sherlock Holmes äventyr, (engelska: The Adventures of Sherlock Holmes) är den första novellsamlingen om detektiven Sherlock Holmes, skriven av Sir Arthur Conan Doyle. Novellerna publicerades ursprungligen i The Strand Magazine i Storbritannien 1891-1892, novellsamlingen publicerades första gången 1892.

## Novellerna i samlingen
1. En skandal i Böhmen (A Scandal in Bohemia)
2. De rödhårigas förening (The Red-Headed League)
3. Den försvunne brudgummen (A Case of Identity)
4. Mysteriet i Boscombe Valley (The Boscombe Valley Mystery)
5. De fem apelsinkärnorna (The Five Orange Pips)
6. Mannen med den kluvna läppen (The Man with the Twisted Lip)
7. Den blå karbunkeln (The Adventure of the Blue Carbuncle)
8. Det spräckliga bandet (The Adventure of the Speckled Band)
9. Den avhuggna tummen (The Adventure of the Engineer's Thumb)
10. Den ogifte lorden (The Adventure of the Noble Bachelor)
11. Beryllkronan (The Adventure of the Beryl Coronet)
12. Blodbokarna (The Adventure of the Copper Beeches)